# 여자 노벨상 수상자 목록
다음은 여자 노벨상 수상자 목록이다. 2025년 기준으로 여자 노벨상 수상자는 59명에 달하며 마리 퀴리는 2번 수상했다. 여자 노벨상 수상자는 노벨 평화상에서는 18명, 노벨 문학상에서는 18명, 노벨 생리학·의학상에서는 12명, 노벨 화학상에서는 5명, 노벨 물리학상에서는 5명, 노벨 경제학상에서는 1명이 수상했다.

## 물리학상
- 1903년: 마리 퀴리
- 1963년: 마리아 괴퍼트메이어
- 2018년: 도나 스트리클런드
- 2020년: 앤드리아 게즈
- 2023년: 안 륄리에

## 화학상
- 1911년: 마리 퀴리
- 1935년: 이렌 졸리오퀴리
- 1964년: 도러시 호지킨
- 2009년: 아다 요나트
- 2018년: 프랜시스 아널드

## 생리학·의학상
- 1947년: 거티 코리
- 1977년: 로절린 서스먼 얠로
- 1983년: 바버라 매클린톡
- 1986년: 리타 레비몬탈치니
- 1988년: 거트루드 B. 엘리언
- 1995년: 크리스티아네 뉘슬라인폴하르트
- 2004년: 린다 B. 벅
- 2008년: 프랑수아즈 바레시누시
- 2009년: 캐럴 그라이더, 엘리자베스 블랙번
- 2014년: 마이브리트 모세르
- 2015년: 투유유

## 문학상
- 1909년: 셀마 라겔뢰프
- 1926년: 그라치아 델레다
- 1928년: 시그리드 운세트
- 1938년: 펄 S. 벅
- 1945년: 가브리엘라 미스트랄
- 1966년: 넬리 작스
- 1991년: 네이딘 고디머
- 1993년: 토니 모리슨
- 1996년: 비스와바 심보르스카
- 2004년: 엘프리데 옐리네크
- 2007년: 도리스 레싱
- 2009년: 헤르타 뮐러
- 2013년: 앨리스 먼로
- 2015년: 스베틀라나 알렉시예비치
- 2018년: 올가 토카르추크
- 2020년: 루이즈 글릭
- 2022년: 아니 에르노
- 2024년: 한강

## 평화상
- 1905년: 베르타 폰 주트너
- 1931년: 제인 애덤스
- 1946년: 에밀리 그린 볼치
- 1976년: 베티 윌리엄스, 메어리드 코리건
- 1979년: 테레사 수녀
- 1982년: 알바 뮈르달
- 1991년: 아웅산수찌
- 1992년: 리고베르타 멘추
- 1997년: 조디 윌리엄스
- 2003년: 시린 에바디
- 2004년: 왕가리 마타이
- 2011년: 엘런 존슨설리프, 리마 보위, 타우왁쿨 카르만
- 2014년: 말랄라 유사프자이
- 2018년: 나디아 무라드
- 2021년: 마리아 레사

## 경제학상
- 2009년: 엘리너 오스트롬